# Herluka von Bernried
Herluka von Bernried (* um 1060; † 1127 in Bernried in Bayern) war eine Klausnerin.

## Leben
Herluka lebte zunächst in der Gegend ihrer Heimat unter der geistlichen Leitung des Abtes Wilhelm von Hirsau. Die Überlieferung berichtet, dass sie schon als junge Frau unter körperlichen und seelischen Qualen litt und danach trachtete, diese im Gebet und in Werken der Barmherzigkeit aufzuopfern. 1086 ließ sie sich in Epfach südlich von Augsburg nieder. Sie setzte sich für die Verbreitung der Verehrung des Bischofs Wikterp (Wigbert) von Augsburg ein, der ihr in einer Vision erschienen war. 1122 floh Herluka in das Augustiner-Chorherrenstift nach Bernried, wo sie bis zu ihrem Tod im Jahre 1127 als Klausnerin lebte. Aus ihrer Zeit in Epfach haben sich Teile ihres Briefwechsels mit Diemut von Wessobrunn erhalten. Der Gedenktag Herlukas ist der 18. April.

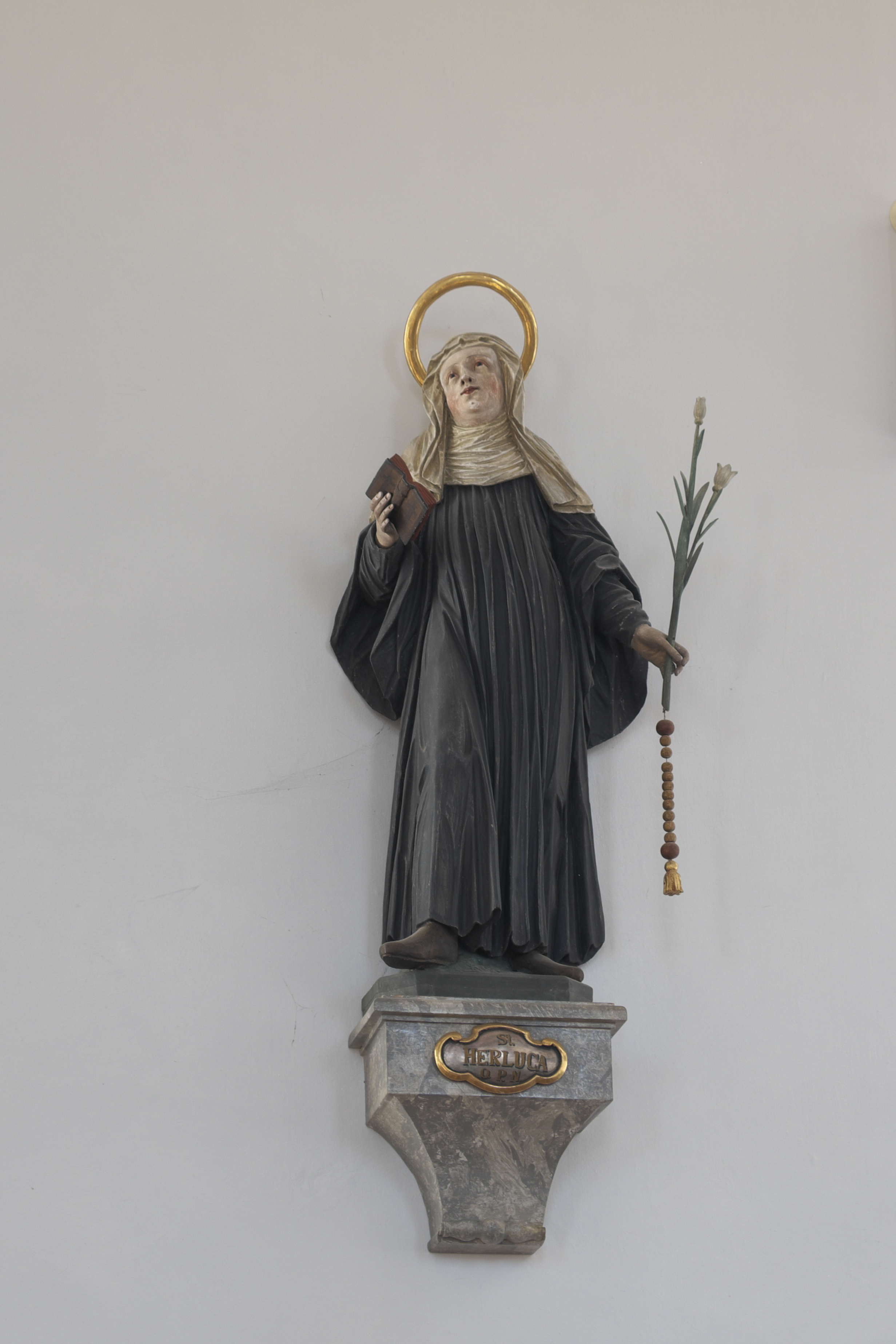
Figur der Herkula von Bernried in der Kirche St. Bartholomäus in Epfach

## Darstellung
Mehrere Darstellungen zeigen Herluka zusammen mit Bischof Wikterp von Augsburg. Darüber hinaus gibt es Bilder, die sie im Habit einer Nonne zeigen, der Jesus Christus erscheint. Auf einigen Gemälden ist auch der Teufel abgebildet, der versucht, die Lampe Herlukas zum Erlöschen zu bringen.